# Ulrich Le Pen
Ulrich Le Pen (ur. 21 stycznia 1974 w Auray) – francuski piłkarz występujący na pozycji pomocnika.

## Kariera
Le Pen profesjonalną karierę rozpoczynał w Stade Rennais. Do tego klubu trafił w 1990 roku, ale początkowo grał tam w rezerwach. Do pierwszej drużyny został włączony w sezonie 1992/1993, po spadku Rennes z Division 1 do Division 2. W sezonie 1993/1994 awansował z zespołem do Division 1. W lidze tej zadebiutował 2 sierpnia 1994 w zremisowanym 0:0 pojedynku z Le Havre AC. W najwyższej klasie rozgrywkowej spędził trzy sezony. W sumie przez siedem lat rozegrał tam 110 spotkań i zdobył jedną bramkę.
Latem 1997 odszedł do drugoligowego Stade Lavallois, gdzie przez dwa lata zagrał w 50 meczach i strzelił 14 goli. W 1999 roku został zawodnikiem innego drugoligowca – FC Lorient. Pierwszy ligowy mecz rozegrał tam 31 lipca 1999 przeciwko AC Ajaccio (1:0) i strzelił wówczas gola. W sezonie 2000/2001 awansował z klubem do Division 1. W Lorient grał do listopada 2001.
Następnie był zawodnikiem angielskiego Ipswich Town. W Premier League wystąpił jeden raz, 18 listopada 2001 w przegranym 1:2 spotkaniu z Boltonem Wanderers. W sezonie 2001/2002 Ipswich spadło do Division One, a Le Pen został wypożyczony na sezon 2002/2003 do RC Strasbourg. Następnie podpisał kontrakt ze Strasbourgiem. W sezonie 2004/2005 sięgnął z tym zespołem Puchar Ligi Francuskiej. 
W 2006 roku ponownie został graczem klubu FC Lorient, którego barwy reprezentował do 2009. Następnie występował w drugoligowym Stade Lavallois. W 2010 roku zakończył tam karierę.
| Sezon   | Klub            | Kraj    | Rozgrywki      | Mecze | Bramki |
| ------- | --------------- | ------- | -------------- | ----- | ------ |
| 1992/93 | Stade Rennais   | Francja | Division 2     | 18    | 0      |
| 1993/94 | Stade Rennais   | Francja | Division 2     | 30    | 0      |
| 1994/95 | Stade Rennais   | Francja | Division 1     | 20    | 1      |
| 1995/96 | Stade Rennais   | Francja | Division 1     | 28    | 0      |
| 1996/97 | Stade Rennais   | Francja | Division 1     | 14    | 0      |
| 1997/98 | Stade Lavallois | Francja | Division 2     | 37    | 12     |
| 1998/99 | Stade Lavallois | Francja | Division 2     | 13    | 2      |
| 1999/00 | FC Lorient      | Francja | Division 2     | 34    | 7      |
| 2000/01 | FC Lorient      | Francja | Division 2     | 29    | 7      |
| 2001/02 | FC Lorient      | Francja | Division 1     | 12    | 0      |
| 2001/02 | Ipswich Town    | Anglia  | Premier League | 1     | 0      |
| 2002/03 | RC Strasbourg   | Francja | Ligue 1        | 26    | 3      |
| 2003/04 | RC Strasbourg   | Francja | Ligue 1        | 36    | 9      |
| 2004/05 | RC Strasbourg   | Francja | Ligue 1        | 17    | 1      |
| 2005/06 | RC Strasbourg   | Francja | Ligue 1        | 26    | 3      |
| 2006/07 | FC Lorient      | Francja | Ligue 1        | 31    | 4      |
| 2007/08 | FC Lorient      | Francja | Ligue 1        | 22    | 0      |
| 2008/09 | FC Lorient      | Francja | Ligue 1        | 13    | 0      |
| 2009/10 | Stade Lavallois | Francja | Ligue 2        | 24    | 1      |